# ولی‌الله خاکدان
ولی‌الله خاکدان (۱۳۰۲ باکو - ۱۹ شهریور ۱۳۷۵ تهران) طراح صحنه (دکوراتور) ایرانی بود. شهرک سینمایی غزالی را او به پیشنهاد علی حاتمی برای سریال هزاردستان ساخت.

## کودکی
ولی‌الله خاکدان در سال ۱۳۰۲ در یک خانواده اصیل مراغه ای در باکو به دنیا آمد. در دوران کودکی استعداد خود را در نقاشی به ظهور رساند و متعاقب آن کلاسهای نقاشی را در خانه پیشاهنگی باکو گذراند. در سال ۱۳۱۷ به دنبال تصفیه مهاجرین در روسیه، به ایران بازگشت و در مراغه ساکن شد.

## آشنایی با تئاتر و دکورسازی
وی در مراغه با صمد صباحی آشنا شد و اولین تجربه تئاتری خود را در آنجا به انجام رساند. پس از شهریور ۱۳۲۰ به تبریز رفت و در تئاتر شیر و خورشید آنجا طراحی نمایشهای عرب‌اوغلی کارگردان برجسته وقت آذربایجان و بعداً صمد صباحی را عهده‌دار شد. وی در این تئاتر دکورهای موجود در آنجا را که توسط طراحان روسی ساخته شده بودند از نزدیک مشاهده کرد. وی همچنین در دوره فرقه دموکرات، کلاسی را که در آن دکوراتور اصلی بلشویک تئاتر مسکو جهت تدریس دکور و صحنه‌آرایی برپا کرده بود گذراند.

## شروع فعالیت در تهران
به دنبال سقوط فرقه دموکرات او در سال ۱۳۲۶ به تهران آمد و در تئاترهای لاله‌زار مشغول به کار شد. نخستین نمایشنامه‌ای که برایش دکور ساخت آرشین مالالان بود که صمد صباحی آن را در تئاتر فرهنگ (پارس) روی صحنه آورد. به دنبال آن اسماعیل مهرتاش او را به جامعه باربد دعوت کرد و پس از آن طراحیهای تئاترهای فردوسی و سعدی را نیز بر عهده گرفت. خاکدان دکورهای جامعه باربد را تا سال ۱۳۳۷ طراحی کرد. اسماعیل شنگله ضمن تمجید از دکورهای خاکدان می‌گوید گاهی تماشاگران پس از کناررفتن پرده برای دکور دست می‌زدند.

## تبحر و مهارت حرفه‌ای
ولی‌الله خاکدان در ساخت دکور بخصوص دکورهای داخلی از قبیل کافه‌ها و قهوه‌خانه‌ها و همین‌طور در طراحی قصرها و خانه‌های مجلل چنان به درجه‌ای از مهارت و استادی رسیده بود که با چند تیر و تخته و مقوا و گونی‌های کنفی و با رنگ و روغن می‌توانست چشمان تیزبین تماشاگران را تحت تأثیر بناهای مجلل فیلم‌های سینمایی قرار دهد و زیبایی و شکوه فیلمهای سینمایی را دو چندان کند.

## فعالیت در سینما
او در سینما، نخستین بار دکورهای فیلم خواب‌های طلایی اثر معزالدیوان فکری را ساخت و پس از آن به عنوان دکوراتور در فیلم‌های دیگری مانند ولگرد (فیلم)، دختر چوپان، مشهدی عباد، عروس دجله، امیرارسلان نامدار، شب‌های تهران و تعدادی دیگر همکاری کرد. پس از انقلاب برای مجموعه تلویزیونی هزاردستان در شهرک غزالی دکور ساخت و سپس با فیلم‌های دیگری چون روز باشکوه، کفش‌های میرزا نوروز، کمال الملک، کانی مانگا، آرزوی بزرگ و کاکادو به عنوان دکوراتور و مشاور صحنه همکاری کرد.

## زندگی و مرگ
وی به همراه خانواده اش از باکو اخراج و در شهر مراغه زادگاه پدرش ساکن شدند، وی پس از آشنایی با صمد صباحی وارد عرصه هنر شد و اجرای دکورهای نمایش شاهباش و خورشید بانو از اولین فعالیتهای او در تبریز است. وی با نام ولی رسام یا نقاش نیز فعالیت می‌کرد در سال ۱۳۲۶ وارد تهران شد و با تئاتر فرهنگ شروع به کار کرد. وی دارای سه پسر و دختر بود - واحد خاکدان یکی از پسرهای اوست که نقاش است - و در نهایت امر در شهریور ماه ۱۳۷۵ در قطعه هنرمندان بهشت زهرا دفن شد.